# Jan Alfons Keustermans
Jan Alfons Keustermans (geboren am 6. Mai 1940 in Hoboken, Provinz Antwerpen) ist ein belgischer Bildhauer und Medailleur.
1964 wurde er Preisträger der Abteilung Bildhauerei der Königlichen Akademie der Schönen Künste in Antwerpen. Seit 1982 ist er als Medailleur tätig, seine Arbeiten signiert er häufig mit den Initialen „JAKE“. Von 1986 bis 2000 war er Direktor der Stedelijke Academie voor Schone Kunsten in Turnhout. Keustermans fertigte mehr als 750 Arbeiten, zu denen eine große Zahl offizieller Porträts gehört.

Belgische Euromünze, Entwurf Jan Alfons Keustermans

Keustermans am weitesten verbreitetes Werk ist sein Entwurf der von 1994 bis 2001 geprägten letzten belgischen Franken mit dem Kopfbild des Königs Albert II. Der Entwurf wurde auch für die von 1999 bis 2013 geprägten belgischen Euromünzen verwendet.

## Preise
- Prijs Mistler (1958)
- Prijs Jussiant (1959)
- Prijs T. Van Lerius (1960)
- Prijs der Solidariteit (Club XII, 1960)
- Prijs Janssens de Varebeke (1961)
- Prijs M. Oppeneimer (Club XII, 1962)
- Prijs Hendrickx (Club XII, 1963)
- Prijs Bugatti (1964).[1]

## Werke (Auswahl)

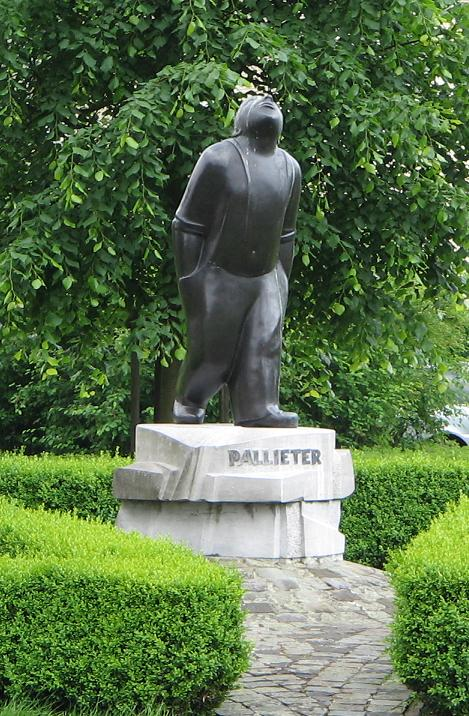
Pallieter in Lier (Bronze, 1986)

- Bronze-Standbild des Pallieter in Lier (1986);
- Porträt des Königs Albert II. auf der Bildseite der letzten belgischen Münzen in Franken (1994, geprägt 1994 bis 2001);
- Bildseite der Gedenkmünze zu 5 ECU anlässlich des 50. Jahrestags der Vereinten Nationen (1995);
- Porträt von Königin Astrid auf der Bildseite der Gedenkmünze zu 250 Franken anlässlich ihres 60. Todestags (1995);
- Bildseite der Gedenkmünze zu 5 ECU anlässlich des 40. Jahrestags der Römischen Verträge (1997);
- Porträt des Königs Albert II. auf der Bildseite der belgischen Euromünzen (1997, geprägt 1999 bis 2007 und 2009 bis 2013).